# May-sur-Orne
May-sur-Orne é uma comuna francesa na região administrativa da Normandia, no departamento Calvados. Estende-se por uma área de 3,49 km². Em 2010 a comuna tinha 1 981 habitantes (densidade: 567,6 hab./km²).